# San Francisco de Batuc
San Francisco de Batuc är en ort i Mexiko.   Den ligger i kommunen Hermosillo och delstaten Sonora, i den nordvästra delen av landet, 1 600 km nordväst om huvudstaden Mexico City. San Francisco de Batuc ligger 259 meter över havet och antalet invånare är 207.
Terrängen runt San Francisco de Batuc är platt, och sluttar söderut. Runt San Francisco de Batuc är det ganska glesbefolkat, med 45 invånare per kvadratkilometer. Närmaste större samhälle är Hermosillo, 16,9 km sydväst om San Francisco de Batuc. Omgivningarna runt San Francisco de Batuc är i huvudsak ett öppet busklandskap.